# Дік Ессер
Дік Ессер (нід. Dick Esser, 9 липня 1918 — 8 березня 1979) — нідерландський хокеїст на траві.
Срібний призер Олімпійських Ігор 1952 року, бронзовий призер 1948 року.